# The Verge
The Verge là một trang tin công nghệ của Mỹ và là mạng truyền thông thuộc sỡ hữu bởi Vox Media. Mạng xuất bản các mục tin tức, các câu chuyện dài, sách hướng dẫn, đánh giá sản phẩm và podcast.
Trang web sử dụng Chorus, nền tảng xuất bản đa phương tiện của Vox Media. Mạng được quản lý bởi tổng biên tập Nilay Patel, biên tập viên điều hành Dieter Bohn và giám đốc biên tập Helen Havlak. Trang web ra mắt lần đầu vào ngày 1 tháng 11 năm 2011. The Verge thắng năm giải Webby vào năm 2012, bao gồm "Best Writing (Editorial)", "Best Podcast for The Vergecast", "Best Visual Design", "Best Consumer Electronics Site" và "Best Mobile News App".

## Lịch sử
Từ tháng 3 đến tháng 4 năm 2011, có đến chín nhà văn, biên tập viên và nhà phát triển sản phẩm nổi tiếng nhất của Engadget, bao gồm tổng biên tập Joshua Topolsky, đã rời AOL, công ty vận hành trang Engadget, để bắt đầu một trang web mới. Những người khởi hành trang web bao gồm biên tập viên quản lý Nilay Patel và các nhân viên Paul Miller, Ross Miller, Joanna Stern, Chris Ziegler, và các nhà phát triển sản phẩm Justin Glow và Dan Chilton. Đầu tháng 4 năm 2011, Topolsky cho biết trang web mới chưa có tên này sẽ được hợp tác sản xuất cùng trang tin tức về thể thao SB Nation, với dự kiện ra mắt trang web vào mùa thu. Topolsky ca ngợi SB Nation vì mối quan tâm của họ với tương lai của ngành xuất bản, là điều mà anh tin rằng họ sẽ thực hiện với tư cách là một báo chí độc lập và tự phát triển một công cụ phân phối nội dung cho riêng họ. Jim Bankoff từ SB Nation thấy sự đối lặp giữa nhân khẩu của hai trang tin và nhận thấy cơ hội phát triển mô hình của SB Nation. Bankoff từng làm việc tại AOL 2005, nơi anh chịu trách nhiệm trong việc mua lại Engadget. Các hãng tin khác xem quan hệ đối tác giữa SB Nation và các nhân viên của Topolsky là tích cực trong khi tiêu cực với triển vọng của AOL.
Bankoff, chủ tịch hội đồng quản trị và CEO của Vox Media (sở hữu SB Nation), nói trong một buổi phỏng vấn năm 2011 rằng dù công ty bắt đầu tập trung vào thể thao, nhưng các mục khác bao gồm công nghệ đã cho thấy sự tăng trưởng của công ty. Việc phát triển hệ thống quản trị nội dung (CMS) của Vox Media, Chorus, được giao cho Trei Brundrett, người sau này trở thành giám đốc điều hành công ty.

## Nội dung

### Podcast
The Verge phát sóng hàng tuần một podcast tên The Vergecast. Tập đầu tiên được phát vào ngày 4 tháng 11 năm 2011. Một podcast thứ hai tên The Verge Mobile Show, ra mắt vào ngày 8 tháng 11 năm 2011, chủ yếu nói về điện thoại di động. The Verge cũng công bố một podcast khác tên Ctrl-Walt-Delete, do Walt Mossberg dẫn chương trình, vào tháng 9 năm 2015. Podcast Why'd You Push That Button? (Tại sao bạn nhấn nút?) ra mắt vào năm 2017 và được Ashley Carman và Kaitlyn Tiffany đồng dẫn chương trình, podcast này nhận giải "Podcast Award" trong hạng mục "This Week in Tech Technology Category" vào 2018.

### Video

#### On the Verge
Vào 6 tháng 8 năm 2011, trong một cuộc phỏng vấn với Edelman, đồng sáng lập The Verge Marty Moe thông báo cho ra chương trình truyền hình trên web The Verge Show. Khi The Verge ra mắt, chương trình đổi thành On The Verge. Tập đầu tiên phát vào thứ Hai, 14 tháng 11 năm 2011, có sự góp mặt của vị khách mời Matias Duarte. Đây là chương trình tin tức về công nghệ, nó giống với loại chương trình trò chuyện đêm khuya, nhưng được phát sóng trên internet mà không phải trên TV.